# Bredbrämad malmätare
Bredbrämad malmätare (Eupithecia cauchiata) är en fjärilsart som beskrevs av Philogène Auguste Joseph Duponchel 1831. Bredbrämad malmätare ingår i släktet Eupithecia och familjen mätare. Enligt den finländska rödlistan är arten nära hotad i Finland. Enligt den svenska rödlistan är arten nära hotad i Sverige. Arten förekommer på Öland och Götaland. Artens livsmiljö är friska och lundartade moar. Inga underarter finns listade i Catalogue of Life.